# جاستن كونولي
جاستن كونولي (بالإنجليزية: Justin Connolly)‏ هو ملحن بريطاني، ولد في 11 أغسطس 1933 في لندن في المملكة المتحدة.

## وصلات خارجية
- جاستن كونولي على موقع ميوزك برينز (الإنجليزية)